# هاجر مسرم
هاجر مسرم (23 أغسطس 1996–) هي لاعبة جودو جزائرية، في 2019 فازت بميدالية برونزية في بطولة أفريقيا للجودو 2019 وزن 48 كغم.

## إحصائيات
| بطولة افريقيا | بطولة افريقيا  | بطولة افريقيا | بطولة افريقيا |
| السنة         | المكان         | الميدالية     | الفئة         |
| ------------- | -------------- | ------------- | ------------- |
| 2019          | الرباط، المغرب | برونزية       | 48 كغ         |
|               |                |               |               |

## وصلات خارجية
- هاجر مسرم على موقع الفيدرالية الدولية للجودو (الإنجليزية)
- هاجر مسرم على موقع JudoInside.com (الإنجليزية)
- هاجر مسرم على موقع AllJudo.net (الفرنسية)